# Kajii Katsushi
Katsushi Kajii (sinh ngày 11 tháng 7 năm 1963) là một cầu thủ bóng đá người Nhật Bản.

## Sự nghiệp câu lạc bộ
Katsushi Kajii đã từng chơi cho Gamba Osaka.